# Feocharij Kessidi
Feocharij Kessidi nebo Feocharis Kessidis (rusky Феохарий Кессиди, řecky Θεοχάρησ Κεσσίδησ; 13. března 1920 v Santě, Gruzie – 23. prosince 2009 Athény) byl sovětský, ruský a řecký historik filosofie. Zabýval se především starověkou řeckou filozofií.

## Životopis
Narodil se v Gruzii jako potomek řeckých přistěhovalců. V roce 1946 promoval na Filosofické fakultě Moskevské státní univerzity. Tamtéž následovala aspirantura a kandidátská disertace, věnovaná Hérakleitovi (1950). V roce 1968 obhájil doktorskou (habilitační) práci. V letech 1970–1992 pracoval ve Filosofickém ústavu Akademie věd SSSR. V roce 1987 se stal členem-korespondentem Aténské akademie věd. Od roku 1992 žil v Řecku, kde obdržel občanství. V roce 2002 mu tehdejší prezident Řecké republiky Konstantinos Stefanopulos udělil „Zlatý kříž cti“. Zemřel roku 2009 v Aténách. Byl pohřben v Soluni

### České překlady
- KESSIDI, F. Sókratés. Překlad z ruského originálu: Vilém Herold a Milan Mráz. Praha: Svoboda, 1980. 201 s.
- KESSIDI, F. CH. Hérakleitos. Překlad z ruského originálu: Ivana Štěkrová. Praha: Svoboda, 1985. 172 s. 4500 výt..